# Yohandris Andújar
Yohandry ou Youndry Andújar de la Cruz, né le 5 juillet 1990 de San Pedro de Macorís, est un athlète dominicain, spécialiste du sprint.

## Carrière
Le 9 mai 2015, il bat a Medellín ses records sur 100 m en 10 s 20 et sur 200 m en 20 s 66. En mai 2016, il remporte la médaille d'or du relais 4 x 100 m lors des Championnats ibéro-américains d'athlétisme 2016 à Rio de Janeiro, en battant le record national en 38 s 52, ce qui qualifie son équipe pour les Jeux olympiques dans la même ville.